# Schorpioen (sterrenbeeld)

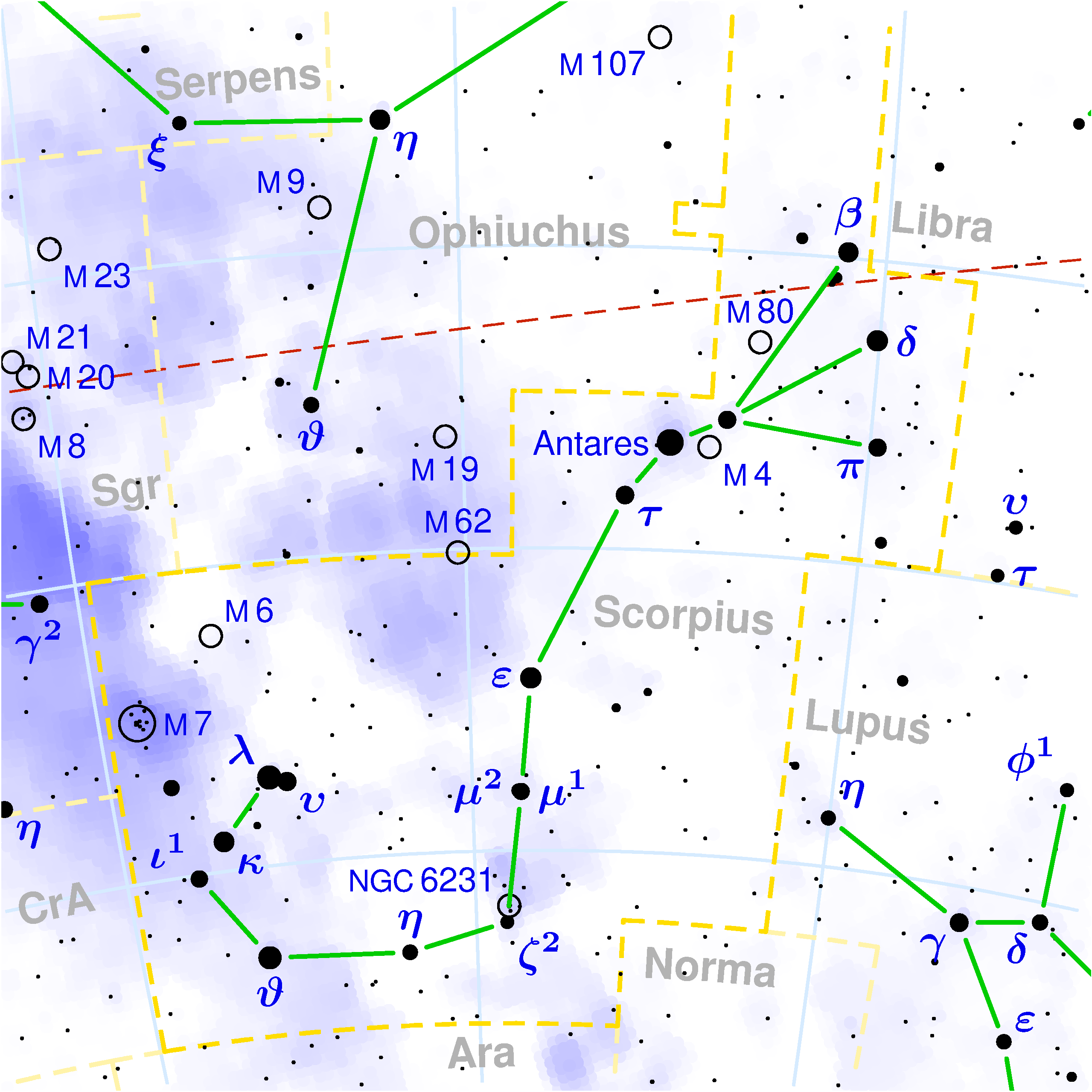
Kaart van het sterrenbeeld Schorpioen.

Schorpioen (Scorpius, afkorting Sco) is een sterrenbeeld aan de zuidelijke hemelkoepel, liggende in de Melkweg, tussen rechte klimming 15u44m en 17u55m en tussen declinatie −8° −46'. De ecliptica loopt door een klein stukje van Schorpioen, dus het maakt deel uit van de dierenriem, de zon staat hier elk jaar van 23 november tot 30 november.

## Sterren
(in volgorde van afnemende helderheid)
- Antares (α, alpha Scorpii)
- Shaula (λ, lambda Scorpii)
- Sargas (θ, theta Scorpii) (onzichtbaar vanuit de Benelux)
- Dschubba (δ, delta Scorpii)
- Graffias (β, beta Scorpii)
- Lesath (υ, upsilon Scorpii)
- Alniyat (σ, sigma Scorpii)
- Jabbah (ν, nu Scorpii)

## Bijzonderheden
De Melkweg loopt door dit sterrenbeeld. Hierdoor zijn er veel lichtende en donkere nevels en gaswolken. Ook zijn er bolvormige sterrenhopen te zien, waaronder M4 en M80 en de open sterrenhopen M6 en M7.

## Waarneembaarheid
Op het noordelijk halfrond is Schorpioen slechts gedeeltelijk te zien. De beste tijd om deze sterrengroep te zien is midden juli.

## Aangrenzende sterrenbeelden
(met de wijzers van de klok mee)
- Slangendrager (Ophiuchus)
- Weegschaal (Libra)
- Wolf (Lupus)
- Winkelhaak (Norma)
- Altaar (Ara)
- Zuiderkroon (Corona Australis)
- Boogschutter (Sagittarius)